# Райымбекский район
Райымбе́кский райо́н (каз. Райымбек ауданы) — административная единица на юго-востоке Алматинской области Казахстана. Административный центр — село Нарынкол (с 2018 года). Также на территории района находятся населённые пункты Жамбыл, Кайнар, Какпак, Карасаз, Каратоган, Костобе, Нарынкол, Сарыбастау, Тегистик, Текес и др.
Образован в 1936 году под названием Нарынкольский район. В 1993 году переименован в Райымбекский район.
2 апреля 2018 года Райымбекский район был разделён: из его состава был выделен Кегенский район с административным центром в селе Кеген, а Нарынкол стал административным центром Райымбекского района.

## География

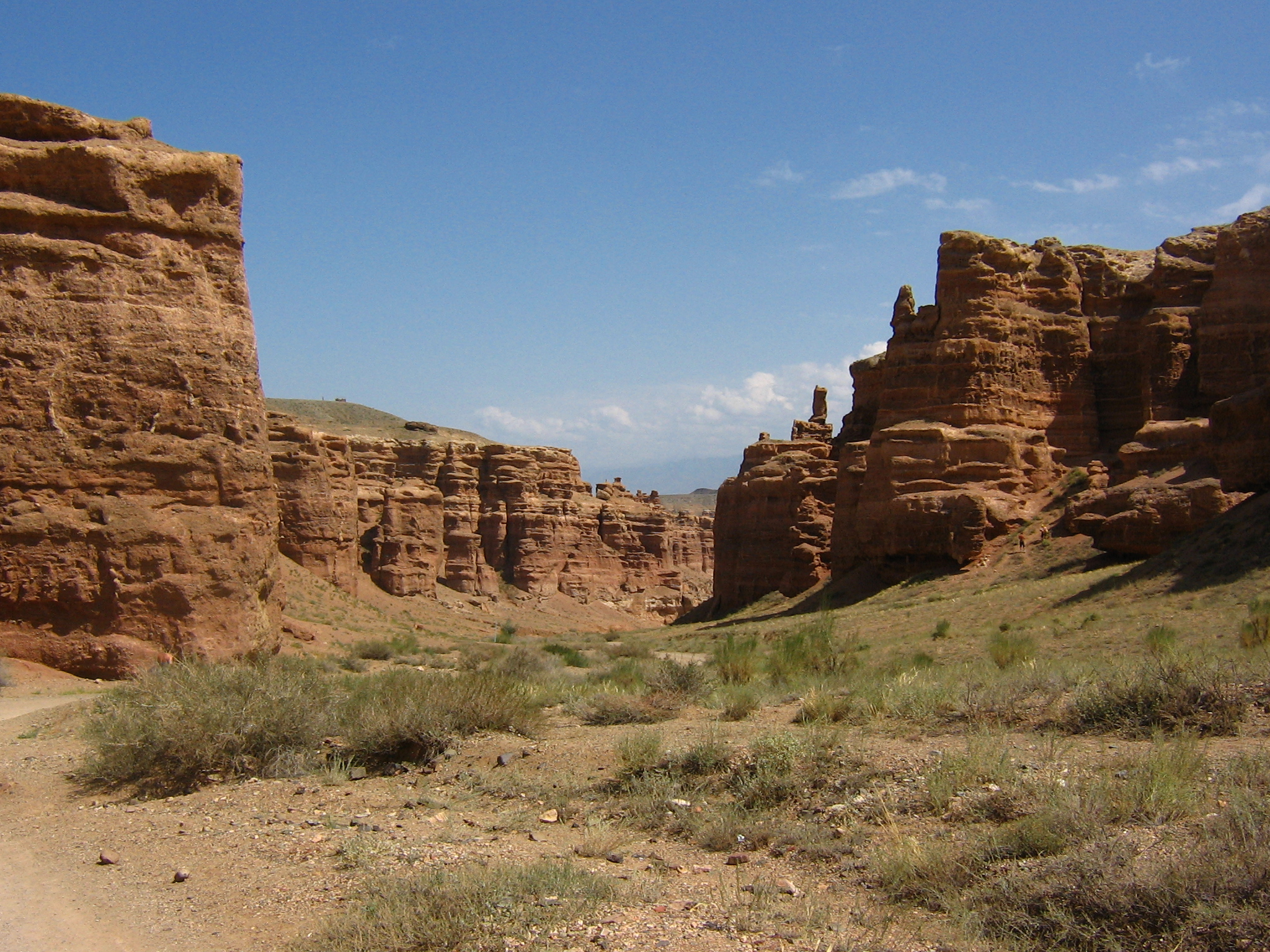
Чарынский каньон

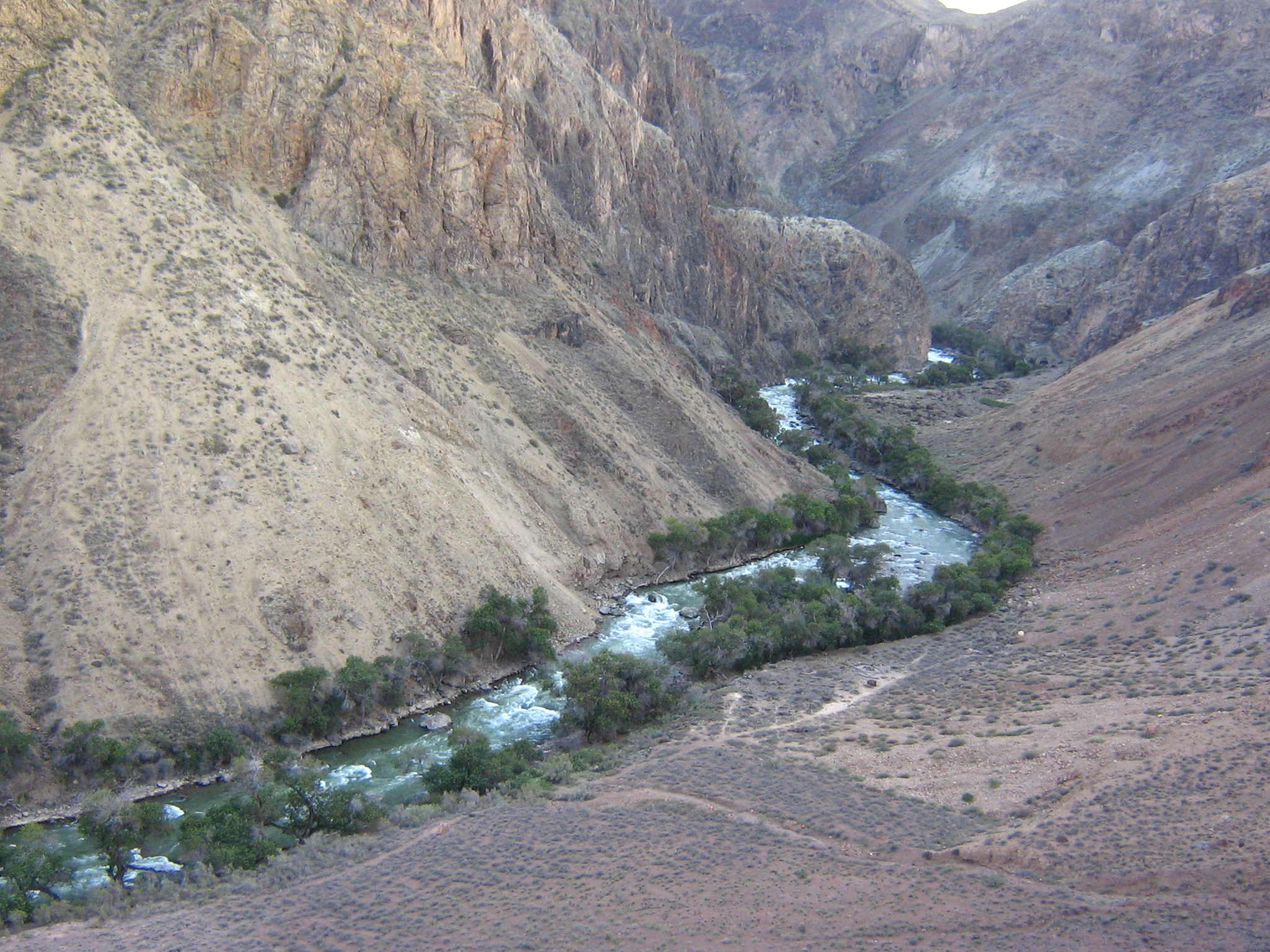
Река Чарын

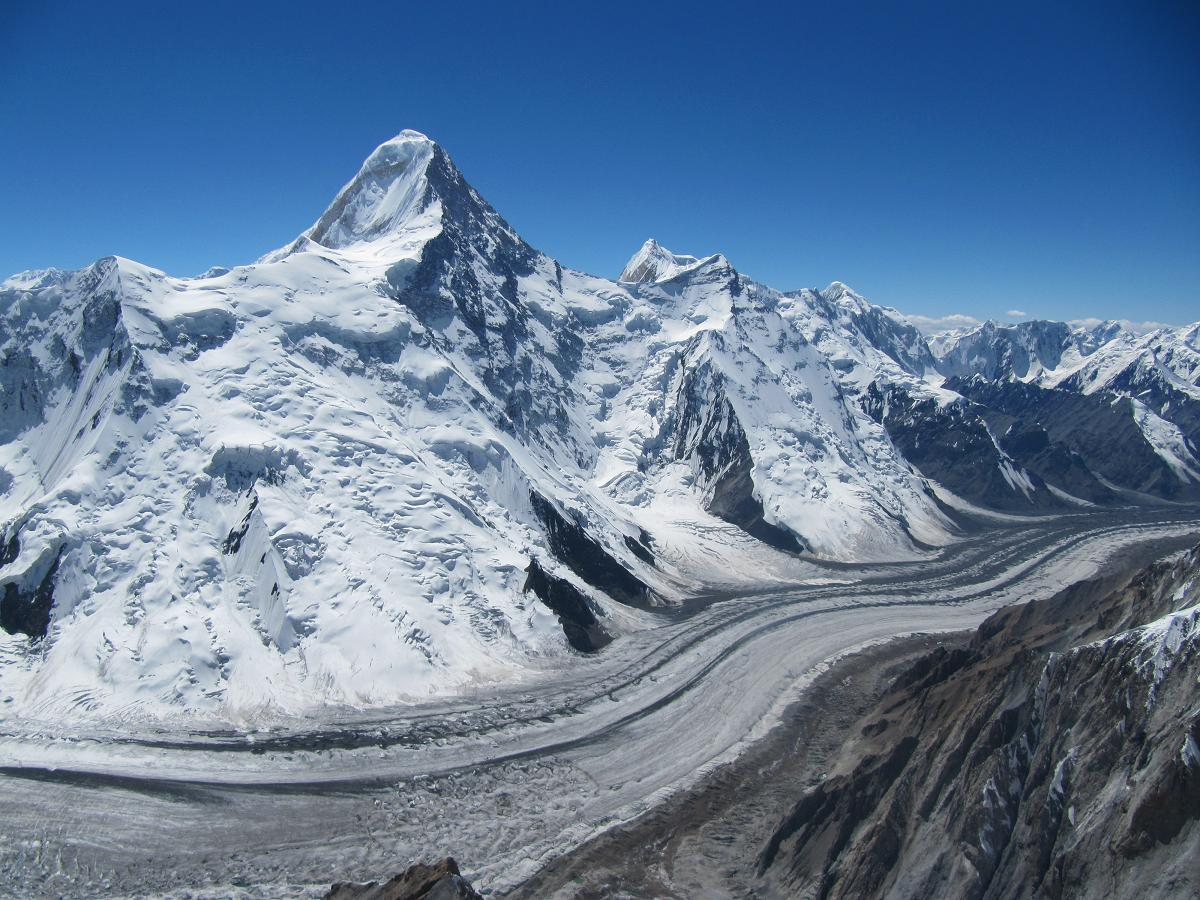
Пик Хан-Тенгри с севера с казахстанской стороны. На переднем плане — ледник Северный Иныльчек

Райымбекский район — высокогорный район и один из живописных уголков области, расположен в юго-восточной части Алматинской области. Климат резко континентальный, здесь продолжительная и довольно холодная зима. По территории района проходят автодороги Алма-Ата — Кеген — Нарынкол.
Территория района характеризуется горным рельефом, который представлен сложным сочетанием горных хребтов. В южной части района горные цепи относятся к системе Терскей-Алатау. Абсолютные высоты горных вершин в южной части района до 7010 метров над уровнем моря. Наивысшая точка — пик Хан-Тенгри (7010 м), находящийся на границе Казахстана и Кыргызстана. Первые научные сведения о Хан-Тенгри относятся к середине XIX века, когда эту вершину увидел и описал во время своего путешествия на Тянь-Шань в 1856—1857 годах русский географ и путешественник Петр Петрович Семёнов-Тян-Шанский. Но в поисках легендарного Хан-Тенгри он перепутал пики и дал это название вершине, которую местные жители всегда звали Кровавая гора (Қантау — казахи и Кантоо — кыргызы) из-за красного отсвета розового мрамора, из которого состоит макушка горы, при закате солнца. Настоящий Хан-Тенгри был обнаружен советскими топографами только в 1943 году и назван по случаю пиком Победы.
Наиболее крупные реки района — Чарын, Чилик, Текес, Баянкол с многочисленными притоками.
Район богат различными полезными ископаемыми такими как; золото (месторождение Жаркулак и в бассейне реки Баянкол), свинца, цинка (месторождение Туюк), угля (месторождение Ойкарагай), цветных и редких металлов (Карагайлы, Актасское месторождение).
Животный мир района богат и разнообразен. Наиболее богат животный мир горной части. Здесь распространены волки, лисицы обыкновенные, встречаются снежный барс, рысь, редко медведь. В высокогорье из парнокопытных обитает архар, горный козел (Таутеке), также встречается марал, в горах обитает сурок. Из птиц обитает горная индейка, горная куропатка, альпийская галка.
На территории района расположены туристские объекты, в числе которых Национальный парк «Кольсайские озёра», включающий собственно Кольсайские озёра и озеро Каинды, Чарынский каньон, ущелье Шогансай, высокогорное солёное озеро Тузколь,
Международный альпинистский лагерь (МАЛ) «Хан-Тенгри» Казбека Валиева и другие.

## Население
Национальный состав (на начало 2019 года):
- казахи — 41 281 чел. (98,92 %)
- уйгуры — 351 чел. (0,84 %)
- русские — 32 чел. (0,08 %)
- киргизы — 27 чел. (0,06 %)
- другие — 41 чел. (0,10 %)
- Всего — 41 732 чел. (100,00 %)

## Административное деление
1. Жамбылский сельский округ
2. Кайнарский сельский округ
3. Какпакский сельский округ
4. Карасазский сельский округ
5. Нарынкольский сельский округ
6. Сарыжазский сельский округ
7. Сумбинский сельский округ
8. Тегистикский сельский округ
9. Текесский сельский округ
10. Узак батырский сельский округ
11. Шалкодинский сельский округ

## Уроженцы
- Кожабек, Байузак
- Кожеке Назарулы